# Richard Lintern
Richard Lintern, né à Taunton (Somerset), est un acteur britannique.

## Filmographie
- 1993 : Poirot "Miroir du mort"
- 1998 : Jinnah
- 1998 : Lost Souls
- 2000 : The Calling
- 2005 : Syriana
- 2006 : Natasha
- 2006 : The Line of Beauty
- 2007 : Clapham Junction
- 2007 : Le Rêve de Cassandre
- 2007 : Inspecteur Lewis
- 2008 : Braquage à l'anglaise
- 2008 : London Nights
- 2011 : The Suspicions of Mr Whicher
- 2011 : The Shadow Line
- 2011 : Page Eight
- 2012 : Les Enquêtes de Morse
- 2012 : White Heat
- 2012 : Hunted
- 2014 - présent : Affaires non classées'